# Син Жана
«Син Жана» (фр. Le Fils de Jean) — французько-канадський фільм-драма 2016 року, поставлений режисером Філіппом Льоре за мотивами книги «Якщо б ця книга могла мене наблизити до тебе» французького письменника Жана-Поля Дюбуа.

## Сюжет
У тридцять п'ять років Матьє не знає, хто його батько. Одного ранку, перебуваючи у своїй паризькій квартирі, він отримує дзвінок з Квебека з якого дізнається, що його батько щойно помер. Дізнавшись також, що він має двох братів, Матьє вирішує поїхати на похорон, щоб зустрітися з ними. У Монреалі ніхто не знає про його існування, і ніхто в цьому не зацікавлений. Матьє розуміє, що знаходиться на ворожій території.

## У ролях
| П'єр Деладоншам     | ···· | Матьє Капельє |
| Габрієль Аркан      | ···· | П'єр Лесаж    |
| Катрін де Леан      | ···· | Беттіна       |
| Марі-Тереза Форта   | ···· | Анжі          |
| П'єр-Ів Кардинал    | ···· | Бен           |
| Патрік Івон         | ···· | Сем           |
| Лілу-Моро Шампань   | ···· | Роуз          |
| Мілла-Моро Шампань  | ···· | Анна          |
| Гортензія Монсенжон | ···· | Марина        |

## Знімальна група
- Автори сценарію — Філіпп Льоре, Наталі Картер
- Режисер-постановник — Філіпп Льоре
- Продюсери — Мар'єль Дюїгу, Філіпп Льоре
- Співпродюсери — П'єр Евен, Марі Клод Пулен
- Асоційований продюсер — Жанетт Гарсія
- Лінійний продюсер — Ніколь Іларґі
- Композитор — Флемінг Нордкроґ
- Оператор — Філіпп Ґільбер
- Монтаж — Андреа Седлачкова
- Підбір акторів — Наталі Бутрі
- Художники-постановники — Ів Бровер-Рабіновічі, Колумб Ребі
- Художник по костюмах —Жінетт Маньї
- Звук — Жан-Марі Блондель

## Нагороди та номінації
| Список нагород та номінацій | Список нагород та номінацій | Список нагород та номінацій   | Список нагород та номінацій | Список нагород та номінацій | Список нагород та номінацій |
| Кінопремія                  | Дата церемонії              | Категорія                     | Номінант(и)                 | Результат                   | Дж                          |
| --------------------------- | --------------------------- | ----------------------------- | --------------------------- | --------------------------- | --------------------------- |
| Премія «Люм'єр»             | 30 січня 2017               | Найкращий актор               | П'єр Деладоншам             | Номінація                   | [ 3 ]                       |
| Премія «Сезар»              | 24 лютого 2017              | Найкращий актор               | П'єр Деладоншам             | Номінація                   | [ 4 ]                       |
| Премія «Сезар»              | 24 лютого 2017              | Найкращий актор другого плану | Габріель Аркан              | Номінація                   | [ 4 ]                       |